# 刘原
刘原，魏晋年间渤海人。曾任河东太守，好奇，以表扬人才为务。同郡冯收试经为郎，已七十余岁，对刘原推荐夏阳侯相王接。刘原于是礼命之，王接不受。刘原于是呼王接相见，说：“君欲慕肥遁之高邪？”王接对答：“接薄祜（福薄），少孤而无兄弟，母老疾笃，故无心为吏。”
泰始元年（265年）十二月，魏帝曹奂禅位于相国晋王司马炎。刘原时任太仆，司马炎登基次日，遣刘原告太庙。司马炎尊母王元姬为皇太后，居崇化宫，以刘原为崇化宫太仆。